# Odontadenia anomala
Odontadenia anomala là một loài thực vật có hoa trong họ La bố ma. Loài này được (Van Heurck & Müll.Arg.) J.F.Macbr. mô tả khoa học đầu tiên năm 1931.